# Dysonbol

Opengewerkt diagram van een Dysonbol

Een Dysonbol, Dysonsfeer of Dysonschil is een hypothetische megastructuur die rondom een ster gebouwd is. Door middel van een systeem van rond de ster draaiende satellieten, zou (bijna) alle energie van deze ster kunnen worden opgevangen. De eerste beschrijving van een dergelijke structuur is te vinden in de roman 'Star Maker' (1937) van de Britse schrijver en filosoof Olaf Stapledon. Later was het de Engels-Amerikaanse natuurkundige en wiskundige Freeman Dyson (geboren 1923) die de structuur verder beschreef en populariseerde door zijn artikel "Search for Artificial Stellar Sources of Infrared Radiation" uit 1960.
Dyson redeneerde dat een dergelijk systeem het logische gevolg zou zijn van de langetermijnontwikkeling van technologische beschavingen. Hij stelde voor om naar bewijs van het bestaan van zo'n systeem te zoeken, omdat dit zou kunnen leiden tot de ontdekking van zeer intelligent buitenaards leven.
Sindsdien zijn er variaties op het ontwerp van Dyson ontstaan, zowel vanuit de techniek als vanuit sciencefiction. In deze varianten wordt uitgegaan van industriële of bewoonbare systemen in plaats van satellieten. De meest extreme, maar ook meest onwaarschijnlijke variant gaat uit van een volledig dichte schil rond een ster. Deze schil (of bol) heeft dan een diameter die ruwweg gelijk is aan de zogenaamde bewoonbare zone rond een ster, de zone waarin aanwezige planeten het meest geschikt zijn voor (menselijk) leven. Deze versie is zeer onwaarschijnlijk vanwege de gigantische hoeveelheid materiaal, en de tijd om de bol te bouwen zou generaties in beslag nemen.